# Wittenberg Slotskirke
Schlosskirche (slotskirken) er en evangelisk kirke i Lutherstadt Wittenberg i den tyske delstat i Sachsen-Anhalt. Det var på denne kirkens hoveddør at Martin Luther i 1517, angivelig opslog sine 95 teser. Kirken blev i 1996 opført på UNESCOs liste over verdens kulturarv.

## Historie
Den første kirke på stedet blev opført i 1340, og var knyttet til de askaniske hertugers slot. Ifølge overleveringene, slog Martin Luther sine 95 teser mod afladshandelen, op
på kirkedøren i 1517. Den såkaldte tese-dør vender ud mod slotspladsen.
Fredrik den vise som støttede Luther, blev begravet i kirken i 1525. Da ophørte også de private messer i kirken, og den evangeliske gudstjeneste blev indført. Martin Luther blev selv begravet her, 22. februar 1546. I 1560 døde Philip Melanchthon i Wittenberg, og blev begravet i slotskirken. I 1760 som var under Syvårskrigen, blev kirken beskudt og sat i brand, og den oprindelige tese-dør gik tabt. En ny kirke blev bygget på stedet, og indviet i 1870.
Fra 1885 til 1892 blev kirken og tårnet ombygget i nygotisk stil, til et mindesmærke over reformationen. Taget blev renoveret 1999-2000, og belagt med farvede tagsten, lige som det var efter ombygningen i 1892.

## Eksterne lenker
1. 1 2 3  "Zur Geschichte". www.schlosskirche-wittenberg.de. Arkiveret fra originalen 13. april 2017. Hentet 2017-04-12.

| Portal | Portal:Tyskland |

- Wikimedia Commons har flere filer relateret til Wittenberg Slotskirke